# Marie Bergmanová
Marie Bergmanová, roz. Zahrádková (* 10. dubna 1967 Ivančice) je historička a teoretička umění, galerijní pracovnice, kurátorka výstav a redaktorka.

## Život
Po absolvování gymnázia v Brně (1981–1985) a Školského ústavu umělecké výroby v Praze (1985–1988) vystudovala v letech 1988–1994 dějiny umění na Filozofické fakultě Univerzity Karlovy (prof. Jaromír Homolka, Petr Wittlich). Roku 1993 byla externí odbornou pracovnicí Východočeské galerie v Pardubicích, v letech 1994–1995 pracovala jako historička umění v Státní galerie výtvarného umění ve Zlíně, 1995–1996 spolupracovala se Zlínskou školou umění a do roku 1997 byla redaktorkou časopisu Prostor Zlín.
V letech 1996–1997 byla odbornou lektorkou Sbírky moderního a současného umění Národní galerie v Praze, do roku 2000 zde pracovala jako kurátorka-registrátorka. V letech 2000–2008 pracovala jako redaktorka nakladatelství Gallery a nezávislá kurátorka. Od roku 2008 byla kurátorkou sbírky malby Českého muzea výtvarných umění v Praze. Je autorkou koncepce a katalogu k první expozici sbírek Středočeské galerie v Jezuitské koleji v Kutné Hoře. Od roku 2011 spolupracuje s nakladatelstvím Arbor Vitae a připravuje výstavy pro Galerii Smečky.
Pracuje jako vedoucí edičního oddělení Národní galerie Praha.

## Dílo

### Publikace (výběr)
- Marie Bergmanová, Řád a rytmus krajiny, kat. výstavy SGVU Zlín, 1995
- Marie Bergmanová, Libor Krejcar: Dva horizonty, Galerie FONS firmy STAPRO s.r.o., Pardubice
- Marie Bergmanová (ed.), Jiří Kolář sběratel, kat. výstavy, Národní galerie v Praze, 2001
- Marie Bergmanová, Dvojjediná síla malby: Jitka a Květa Válovy; Fenomén Kladno, in: M. Klimešová (ed.), Jitka a Květa Válovy, Praha 2002, s. 45–99, 183–192 (s M. Klimešovou)
- Marie Bergmanová, in: Gössel Gabriel (ed.), Až kometa šlehne nás, Gallery, spol. s r.o. (Jaroslav Kořán), Praha 2003
- Marie Bergmanová (red.), Bruselský sen. Československá účast na Světové výstavě EXPO 58 v Bruselu a životní styl 1. poloviny 60. let, Arbor vitae 2008
- Marie Bergmanová, Sbírka 1 2 3: Stopy historie v akvizicích / Collection 1 2 3: The Tracks of History in Acquisitions, Galerie Středočeského kraje 2010, ISBN 978-80-7056-161-4
- Marie Bergmanová, Marie Klimešová: Tanec v ruinách. Nálezy Jiřího Koláře, Arbor vitae 2014[4]
- Marie Bergmanová, Marie Klimešová: Tanec v ruinách. Nálezy Jiřího Koláře, Nadační fond Galerie Smečky, Praha 2014
- Marie Bergmanová, Ladislav Novák, Alchymáže, Nadační fond Galerie Smečky, Praha 2015
- Marie Bergmanová, Surrealismus a koláž, Nadační fond Galerie Smečky, Praha 2017